# گی-میشل لاندن
گی-میشل لاندن (انگلیسی: Guy-Michel Landel؛ زادهٔ ۷ ژوئیهٔ ۱۹۹۰) بازیکن فوتبال اهل گینه است.
از باشگاه‌هایی که در آن بازی کرده است می‌توان به باشگاه فوتبال اردواسپور، باشگاه فوتبال لو مان، باشگاه فوتبال ردبول زالتسبورگ، و باشگاه ورزشی گنچلربیرلیغی اشاره کرد.
وی همچنین در تیم ملی فوتبال گینه بازی کرده است.